# Уламки голографічної троянди
«Уламки голографічної троянди» (англ. Fragments of a Hologram Rose) — невелике науково-фантастичне оповідання американо-канадського письменника Вільяма Гібсона. Це була перша опублікована робота Ґібсона, яка з'явилася у 1977 році в Unearth 3. Пізніше його було передруковано в збірці Гібсона «Спалити Хром».

## Головні герої
- Паркер — тридцятирічний чоловік, працює в НСС («Наочне сенсорне сприйняття»), пише сценарії для НСС-трансляції. У 15 років батьки влаштували його стажером в американську філію японського виробника пластику, але він втік через паркан і прибув до Каліфорнії як бунтівник-нелегал під час «лихих дев'яностих».

- Анджела — дівчина Паркера, допомогла йому влаштуватися на першу роботу в НСС .

## Сюжет
Дія відбувається на початку XXI століття в Америці, що пережила «хаос дев'яностих», що призвели до сепаратизму та революції.
Головний герой, Паркер, нещодавно розлучився з коханкою Анджелою. Прагнучи відправитись у віртуальний світ, він багато часу проводить у стимуляторі дельта-сну. Однак, через постійні перебої із електроенергією, відключається від нього, а потім переключається до касети НСС.
Вранці, Паркер знаходить речі своєї колишньої коханки: відірваний ремінець від сандалів, касету НСС, листівку із голографічною трояндою. Він програє частково стерту НСС-касету Анджели, думаючи, що люди схожі на уламки голографічної троянди, знищеної ним в утилізаторі, в яких можна побачити той самий образ під різними кутами зору.